# Gerald Pepermans
Gerald Pepermans (Temse, 17 januari 1945 - Bornem, 17 april 2019) was een Belgisch muzikant.

## Levensloop
Pepermans verwierf internationale bekendheid als drummer van de band The Jokers.
Van beroep was hij caféuitbater. Hij baatte café De Ster in zijn geboortedorp Temse uit. Daarnaast was hij actief als voetballer bij KSV Temse.